# InFi
Ван Сюйвэ́нь (кит. упр. 王诩文, род. 14 сентября 1989, Шаннань, Шэньси), также известный под ником InFi — китайский киберспортсмен по Warcraft III за расу людей. InFi выступал за китайские команды World Elite и Tyloo. За свою карьеру заработал более 580 тысяч долларов.
Широкую известность Ван Сюйвэню приносит победа на турнире KODE5 в Москве, на протяжении которого игрок проигрывает лишь на одной карте. В том же 2008 году Infi становится победителем чемпионата World e-Sports Masters 2008, проходящего в Китае. Ещё на одном китайском турнире — WCG 2008 China, Ван Сюйвэнь занимает третье место (победителем становится Ли Кэцзин, для которого, как позже выяснится, выигрыш отборочного турнира окажется единственным крупным достижением в карьере).
Крупнейшее достижение игрока — победа на чемпионате мира World Cyber Games 2009, в финале которого Infi обыгрыл земляка Fly100%. По мнению экспертов крупнейшего киберспортивного портала GosuGamers, победа на WCG, а также второе место, занятое ранее на турнире IEF 2009, позволили Ван Сюйвэню выйти из тени капитана команды Sky и занять своё место среди лучших игроков мира.

## Достижения
2007 год
 IEF 2007 — 10 000 $
2008 год
 Dream Cup Season II #8 — 80 $
 Dream Cup Season II finals — 143 $
 Neo Star League Season 2 Finals (Китай, Шанхай) — 4200 $
 KODE5 Global Final (Россия, Москва) — 10 000 $
 WCG 2008 China finals (Китай, Шанхай) — 1466 $
 World e-Sports Masters 2008 (Китай, Ханчжоу) — 15 000 $
 China versus Korea Series Season III — 4390 $
 CEG Chengdu Tour (Китай, Чэнду) — 930 $
2009 год
 IEF 2009 China Finals (Китай, Далянь) — 2925 $
 IEF 2009 (Южная Корея, Сувон) — 5000 $
 World Cyber Games 2009 (Китай, Чэнду) — 14 000 $